# City pop
Genres dérivés
Shibuya-kei, Vaporwave, Future funk
La city pop (シティ・ポップ, shiti poppu) est un genre musical apparu vers la fin des années 1970 au Japon. Elle est considérée à l'origine comme un dérivé de la new music japonaise d'influence occidentale, mais en est venue à inclure divers autres styles dans le contexte de l'essor économique du pays, tels que l'AOR, le soft rock, le RnB, le funk et le boogie.

## Définition
La définition de la city pop varie, et de nombreux artistes de ce genre ont également joué dans des styles très différents les uns des autres. Selon Ryotaro Aoki, du Japan Times,  « le terme a été utilisé à l'origine pour décrire une branche de la new music émergente d'influence occidentale des années 1970 et 1980. La city pop fait référence aux styles du groupe Sugar Babe (ja) et d'Eiichi Ohtaki (en), des artistes qui ont balayé les influences japonaises de leurs prédécesseurs et ont introduit les sons du jazz et du RnB - des genres dits de style « urbain » - à leur musique. […] Le terme dérive depuis dans le lexique musical. […] Avec un terme aussi vague et large que celui de city pop, il est naturel que personne ne semble plus s’accorder sur la signification réelle de ce nom ».
Jon Blistein, de Rolling Stone, admet que le terme city pop est « moins un terme strict de genre qu'une classification plus large », et, selon le superviseur de Japan Archival Series, Yosuke Kitazawa, « il n'y avait pas de restrictions de style ou de genre dans ce que nous voulions transmettre avec ces chansons » et « c'était de la musique faite par des citadins, pour des citadins ». Il identifie deux styles distincts qui illustrent la city pop : « le premier est un brouhaha exotique et luxuriant, le second un rythme percutant ». Selon Ed Motta, « la city pop est vraiment de l'AOR et du soft rock mais avec également quelques éléments du funk et du boogie. Parce que lorsque vous entendez des airs plus funky de city pop, vous entendez non seulement l'influence mais aussi quelques parties volées à des groupes comme Skyy, BB&Q Band, et à ce genre de groupes américains de boogie et de funk ». Un rédacteur d’Electronic Beats voit dans la city pop une « réponse du Japon au synthé pop et disco ».

## Origines musicales
Écrivant pour Wax Poetics (en), Ed Motta retrace l'origine du genre au milieu des années 1970, avec le travail de Haruomi Hosono et Tatsurō Yamashita. Rob Arcand, rédacteur de Vice, considère également Hosono comme une « influence cruciale » de la city pop. Au milieu des années 1970, Hosono fonde le groupe Tin Pan Alley, qui fusionne avec le southern soul, le northern soul et le jazz fusion avec des ajouts exotiques hawaïens et okinawanais. Du point de vue de Mikey I.Q. Jones, de FACT, cela donne naissance au style de musique qui sera surnommé « city pop ».
Dans les premières occurrences du terme, on trouve la phrase d'accroche de la promotion japonaise de l'album Royal Flush de Terry Melcher, qui est qualifié en 1976 de « Mellow (Mexican Country Hollywood) City Pop! ». La même année, le single Orange Train du groupe Higurashi sorti le 25 mai et l'album City Lights by the Moonlight de Tomoko Soryō sorti le 25 octobre sont markétés sous le terme "city pops". En juillet 1977, un article dans le magazine de musique Record Geijutsu présente Minako Yoshida, Takao Kisugi, Tatsurō Yamashita, Jun Fukamachi, Yoninbayashi, Junko Ohashi et d'autres artistes comme des musiciens de "city pop". Le terme commence à être utilisé pour parler d'un genre de musique, tandis que certains magazines japonais décrivent Eric Carmen comme du style « New York City Pop » et les Alessi Brothers, pour leur séjour au Japon, comme les leaders de la « city pop américaine ».
Le genre devient étroitement lié au boom technologique au Japon des années 1970 et 1980. Certaines des technologies japonaises ayant influencé la city pop sont le walkman, les voitures avec lecteur de cassettes et autoradio intégrés, et divers instruments de musique électronique comme les synthétiseurs Casio CZ-101 (en) et Yamaha CS-80 et la boîte à rythmes Roland TR-808. Selon Blistein, les instruments électroniques et les gadgets « permettent aux musiciens d'actualiser les sons dans leur tête » et les platines cassettes « permettent au public de faire des copies des albums ». Toujours selon Blistein, « avec une fusion opulente de musique pop, disco, funk, RnB, boogie, jazz fusion, musique latino, caribéenne et polynésienne, le genre était inextricablement lié à la bulle économique alimentée par la technologie et la nouvelle classe aisée qu'elle créait ».

## Popularité
La popularité de la city pop culmine dans les années 1980. Elle décline à partir de 1990 avec l'éclatement de la bulle spéculative japonaise. Ses caractéristiques musicales (à l'exception de son « contexte culturel ») sont reprises par des musiciens de Shibuya-kei des années 1990 tels que les Pizzicato Five et Flipper's Guitar (en).
Dans les années 2010, la city pop voit sa popularité renaître, Tatsurō Yamashita et Mariya Takeuchi gagnant une visibilité internationale sur Internet, et devient une source d'inspiration pour les microgenres du vaporwave et du future funk. Des DJ comme Macross 82-99 (en), remettent à jour la city pop en la remixant. En France, le groupe AFTER 5,, reprend des classiques de la city pop en live.